# Lissodendoryx roosevelti
Lissodendoryx roosevelti är en svampdjursart som först beskrevs av de Laubenfels 1939.  Lissodendoryx roosevelti ingår i släktet Lissodendoryx och familjen Coelosphaeridae.
Artens utbredningsområde är Galápagosöarna. Inga underarter finns listade i Catalogue of Life.